# 科科河

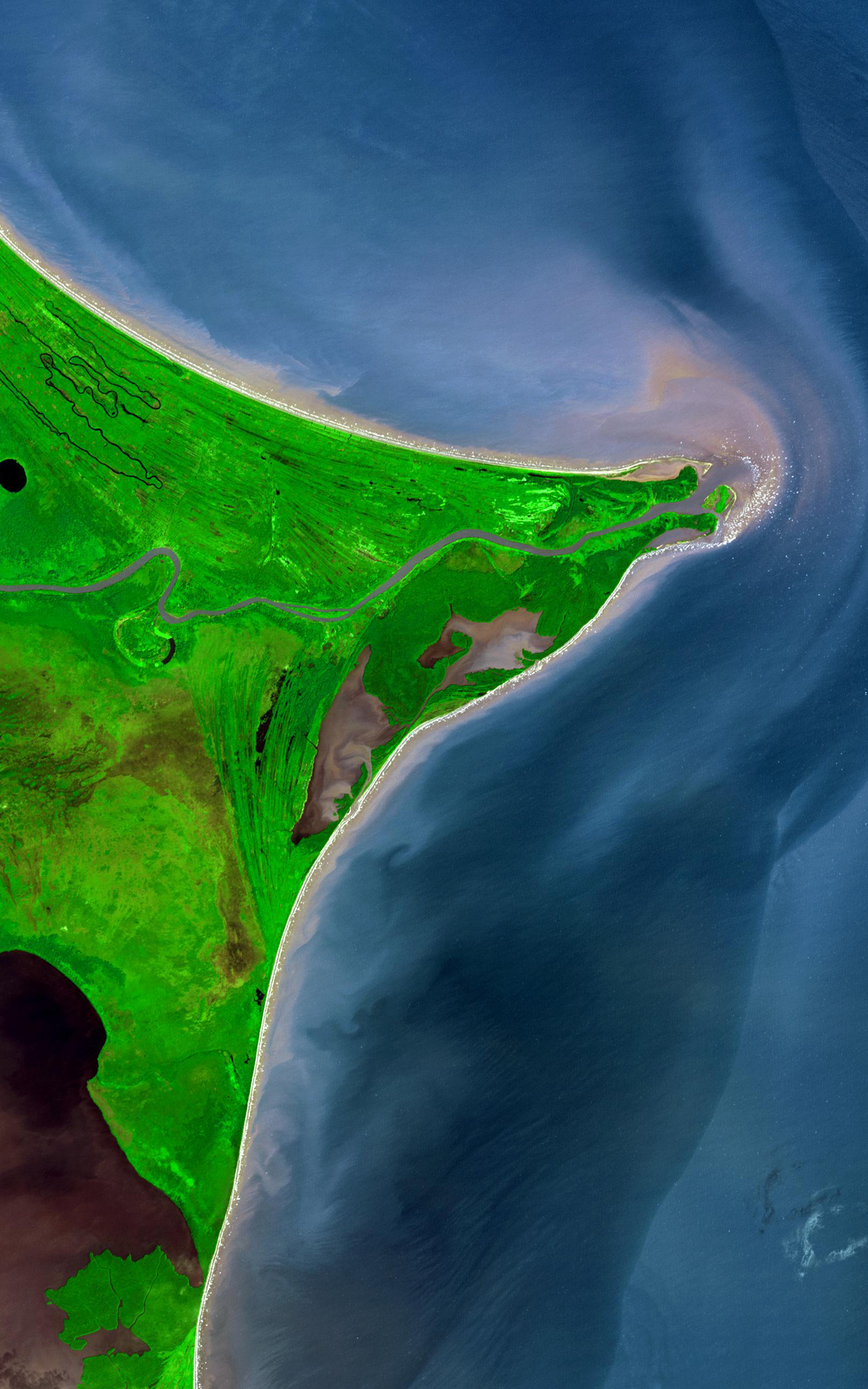
科科河衛星圖

科科河（西班牙語：Río Coco）是中美洲的河流，位於洪都拉斯南部和尼加拉瓜北部，河道全長750公里，流域面積24,767平方公里，發源自聖馬爾科斯德科隆，最終注入加勒比海。